# باستر هايوود
باستر هايوود (بالإنجليزية: Buster Haywood)‏ هو لاعب كرة قاعدة أمريكي، ولد في 12 يناير 1910 في بورتسموث في الولايات المتحدة، وتوفي في 19 أبريل 2000.